# Tajgonos (półwysep)
Tajgonos (ros. полуостров Тайгонос) – półwysep we wschodniej części Rosji, nad Zatoką Szelichowa.
Wcina się w Zatokę Szelichowa Morza Ochockiego oddzielając dwie drugorzędne zatoki: Giżygińską i Penżyńską. Ma długość 240 km, szerokość do 140 km; powierzchnia górzysta (wysokość do 1483 m n.p.m.); dobrze rozwinięta linia brzegowa, liczne zatoki i podrzędne półwyspy; porośnięty roślinnością tundrową. Najdalej na południe wysuniętym punktem jest przylądek Tajgonos.